# Seznam vojaških odlikovanj
Seznam vojaških odlikovanj.

## Avstrija (Avstrijsko cesarstvoinAvstro-Ogrska)
- vojaški red Marije Terezije
- red zlatega runa
- red železne krone
- vojaški križ za zasluge
- red Leopolda

## Francija
Francoska vojaška odlikovanja
- red legije časti

## Jugoslavija(SFRJ)
Vojaška odlikovanja SFRJ
- red partizanske zvezde
- red za hrabrost
- red narodnega heroja

## Nemčija
Nemška vojaška odlikovanja

## Nemčija (Tretji rajh)
- Železni križec

## Nemčija (Nemško cesarstvo)
Prusija
- red črnega orla
- red rdečega orla
- Železni križec
- Pour le Mérite

Bavarska
- Železni križec

## Poljska
- Virtuti Militari

## Ruska federacija
- red svetega Jurija

## Rusko cesarstvo
- red svetega Jurija
- Red svetega Andreja
- Red svete Ane

## Slovenija
Odlikovanja Slovenske vojske
- častni vojni znak
- red generala Maistra
- red Slovenske vojske
- medalja za hrabrost
- medalja za ranjence
- medalja generala Maistra
- medalja Slovenske vojske
- medalja Manevrske strukture Narodne zaščite 1990
- medalja za nadzor zračnega prostora
- medalja za sodelovanje in prijateljstvo
- medalja v službi miru
- odlikovanja najboljših vojakov SV
- znak za zasluge pri organiziranju nove TO RS

## Sovjetska zveza(ZSSR)
Vojaška odlikovanja Sovjetske zveze
- red Aleksandra Nevskega
- red Bogdana Hmeljnickega
- red Kutuzova
- red Lenina
- red Nakimova
- red Suvorova
- red Ušakova
- red slave
- red domovinske vojne
- red rdeče zastave
- red rdeče zvezde
- red za služenje domovini v oboroženih silah Sovjetske zveze
- red zmage

## Španija
- red zlatega runa

## Združene države Amerike(ZDA)
Vojaška odlikovanja Združenih držav Amerike
- legija za zasluge
- medalja časti
- mornariški križec

## Združeno kraljestvo Velike Britanije in Severne Irske
Vojaška odlikovanja Združenega kraljestva
- red kopeli
- Viktorijin križec

### Druga vojaška odlikovanja
bronasta zvezda, Janošikova medalja, Jubilejni križ (Avstrija), Karlov četni križ (Avstrija), križ Monte Cassino, križ za hrabrost, letalska medalja, letalski križ, medalja francoskega odpora, medalja Miloša Obilića, medalja za hrabrost (AH), medalja za hrabrost (Črna gora), medalja za hrabrost (ČSR), medalja za hrabrost (Italija), medalja za hrabrost (Carska Rusija), medalja za hrabrost (ZSSR), medalja za hrabrost (Kraljevina Srbija), medalja zaslužnim na vojnem polju, medalja za vojne zasluge, medalja za zasluge, oficirski zaslužni križec, partizanski križ, red Aleksandra, red Annunziata, red belega orla,red Danebrog, red Danila, red indijske zvezde, red italijanske krone, red Izabele Katoliške, red Franca Jožefa, red cesarja Leopolda, red Leopolda (Avstrija), red Grunwalda, red hrastove krone, red Jana Žižke s Trocnova, red Karla III., , red Kristusa, red krizanteme, red krone (Belgija), red Leopolda (Belgija), red Leopolda (VB),, red Mavricija in Lazarja, red Medjidije, red narodne osvoboditve, red nizozemskega leva, red odrešenika, red Oranje-Nassau, red Osmanije, red Pija, red podveze, red romunske krone, red romunske zvezde, red severne zvezde, red sv. Andreja, red sv. Ane, red sv. Gregorja Velikega (Sveti sedež), red sv. Jurija, red sv. Ludvika, red sv. Mihaela in sv. Jurija, red svobode (Francija), red sv. Stanislava (Poljska), red sv. Stanislava (Rusija), red sv. Štefana, red sv. Vladimirja, red takovskega križa, red vstaje slovaškega ljudstva, red vzhajajočega sonca, red Wasa, red za hrabrost (Bolgarija), srebrna zvezda, škrlatno srce, vojaška medalja (Francija), vojaška medalja (VB), vojaški križec, vojaški red belega leva »Za svobodo«, Vojna medalja za zasluge (Avstrija), vojni križ za zasluge (Avstrija) vojni križ (ČSR), vojni križ (Francija), zaslužni križec, zaslužni letalski križ (VB), zaslužni letalski križ (ZDA), zlata medalja za civilne zasluge (San Marino), zlata zvezda heroja Sovjetske zveze,